# Ray BLK
Ray BLK, de son vrai nom Rita Ekwere, est une chanteuse britannique née le 2 août 1993 au Nigeria.
Elle a remporté le Sound of 2017 de la BBC avec la particularité d'être la première gagnante à ne pas avoir été préalablement signé par un label discographique. Elle a grandi à Catford, dans le sud-est de Londres.

## Discographie
- Havisham (EP, 2015)
- Durt (EP, 2016)
- Empress (album, 2018)